# 鳥取県の城
鳥取県の城（とっとりけんのしろ）とは鳥取県内にかつてあった城館を取りまとめたものである。

## 岩美町
- 道竹城
- 桐山城
- 二上山城
- 寺山城 (因幡国)
- 姥ヶ谷城（延興寺城）
- 中島城
- 浦富台場

## 鳥取市

### 旧鳥取市
- 鳥取城
- 太閤ヶ平
- 雁金山城
- 布勢天神山城
- 防己尾城
- 鵯尾城
- 丸山城 (因幡国邑美郡)
- 丸山城 (因幡国高草郡)
- 新山城 (因幡国)
- 鍋山城
- 秋里城
- 蓑上山城
- 徳吉城
- 橋本城
- 爵山城
- 今衣山城
- 猪子山城
- 浜坂台場
- 賀露台場

### 旧国府町
- 山崎城
- 甑山城
- 雨滝七曲城
- 蛇山城 (因幡国法美郡)

### 旧福部村
- 蛇山城 (因幡国巨濃郡)

### 旧気高町
- 大崎城
- 勝山城 (因幡国)
- 宮吉城
- 湊山砦
- 浜村城

### 旧鹿野町
- 鹿野城
- 荒神山城 (因幡国)
- 狗屍那城
- 釜谷城
- 金剛城（コンコノ城）
- 牛傍山城

### 旧河原町
- 河原城（本来は丸山城という）

### 旧用瀬町
- 景石城

### 旧佐治村
- 群佐羅山城
- 余戸城
- 古市城 (因幡国)

## 智頭町
- 唐櫃城
- 富貴谷城（この城を淀山城とする説があるが、確定までには至っていない）
- 淀山城（所在不明の迷城とされる）
- 松尾山城
- 香音寺城
- 水無城

## 八頭町
- 市場城
- 鷹山城
- 半柵城
- 高平城（隆平城）
- 小畑城
- 婆ヶ城

## 若桜町
- 若桜鬼ヶ城

## 湯梨浜町
- 羽衣石城
- 高野宮城
- 上山城
- 松崎城
- 白石城
- 河口城
- 馬ノ山要害
- 田尻城（田後城）

## 倉吉市
- 打吹城
- 田内城
- 岩倉城
- 今倉城
- 四十二丸城
- 高城城（唯落の城）
- 山名氏豊館
- 日下山城

## 北栄町
- 堤城
- 由良城（由良要害）
- 由良台場

## 琴浦町
- 八橋城
- 箆津城
- 船上山城
- 妙見山城
- 槻下豪族館
- 赤碕台場

## 大山町
- 石井垣城
- 河原山城
- 末吉城
- 富長城

## 米子市
- 米子城
- 尾高城
- 小浪城
- 淀江城
- 河岡城
- 佐陀城
- 真野氏館
- 淀江台場

## 境港市
- 境台場

## 南部町
- 法勝寺城
- 手間要害
- 高姫方形館
- 浅井居館群
- 小鷹城
- 小松城

## 伯耆町
- 岸本要害
- 野上城

## 日野町
- 不動ガ嶽城
- 鏡山城
- 黒坂城
- 根雨城（根雨要害）

## 江府町
- 江尾城
- 俣野の土居城

## 日南町
- 亀井山城（生山城）
- 日野陣
- 三沢陣